# Hunky Dory
Az 1971-es Hunky Dory David Bowie negyedik nagylemeze. Ez az első albuma, mely az RCA gondozásában jelent meg (az RCA maradt Bowie kiadója volt egy évtizedig). Szerepel az 1001 lemez, amit hallanod kell, mielőtt meghalsz című könyvben.

## Az album dalai
| 1. | Changes               | David Bowie | 3:37 |
| 2. | Oh! You Pretty Things | David Bowie | 3:12 |
| 3. | Eight Line Poem       | David Bowie | 2:55 |
| 4. | Life on Mars?         | David Bowie | 3:53 |
| 5. | Kooks                 | David Bowie | 2:53 |
| 6. | Quicksand             | David Bowie | 5:08 |

| 1. | Fill Your Heart     | Biff Rose, Paul Williams | 3:07 |
| 2. | Andy Warhol         | David Bowie              | 3:56 |
| 3. | Song for Bob Dylan  | David Bowie              | 4:12 |
| 4. | Queen Bitch         | David Bowie              | 3:18 |
| 5. | The Bewlay Brothers | David Bowie              | 5:22 |

| 12. | Bombers             | David Bowie | 2:38 |
| 13. | The Supermen        | David Bowie | 2:41 |
| 14. | Quicksand           | David Bowie | 4:43 |
| 15. | The Bewlay Brothers | David Bowie | 5:19 |

## Helyezések és eladási minősítések

### Album
| Év   | Lista               | Helyezése |
| ---- | ------------------- | --------- |
| 1972 | Brit albumlista     | 3         |
| 1972 | Norvég albumlista   | 33        |
| 1972 | Ausztrál albumlista | 39        |
| 1975 | Billboard 200       | 93        |

### Kislemezek
| Év   | Kislemez      | Lista                 | Helyezés |
| ---- | ------------- | --------------------- | -------- |
| 1972 | Changes       | Billboard Hot 100     | 66       |
| 1973 | Life on Mars? | Brit kislemezlista    | 3        |
| 1975 | Changes       | Billboard Pop Singles | 41       |

### Eladási minősítések
| Szervezet | Minősítés | Dátum            |
| --------- | --------- | ---------------- |
| BPI – UK  | arany     | 1982. január 25. |
| BPI – UK  | platina   | 1982. január 25. |

## Közreműködők
- David Bowie – ének, gitár, alt- és tenorszaxofon, zongora
- Mick Ronson – gitár, ének, mellotron, hangszerelés
- Rick Wakeman – zongora
- Trevor Bolder – basszusgitár, trombita
- Mick Woodmansey – dob